# Ons Gebouw (Hilversum)
Ons Gebouw is een gemeentelijk monument aan de Havenstraat 139, aan de kop van de Oude Haven in Hilversum. 
Het voormalige bondsgebouw heeft twee en drie bouwlagen onder platte daken. De gevels zijn asymmetrisch en verspringen qua hoogte en diepte. De gevels zijn opgetrokken uit rode baksteen, als verwijzing naar de oorsprong van dit vakbondsgebouw. Op de stichtingssteen naast de voordeur worden het Bestuur van de Hilversumsche Bestuurdersbond en architect Van Laren vermeld. Het gebouw heeft smalle vensters met ijzeren ramen, de ramen op de tweede verdieping zijn voorzien van glas in lood. Tegen de eerste verdieping staat een balkon. In de linker zijgevel bevindt zich een serie van negen vensters onder een plat overstek.
Ons Gebouw was het onderkomen van de SDAP en het NVV. De concertzaal op de bovenverdieping bood plaats aan 400 toehoorders.. De zaal werd gebruikt door de NRU en de Arbeiders Muziekvereniging Oefening Kweekt Kennis. Nadat het pand in de Tweede Wereldoorlog werd gebruikt door de Gestapo werd het in de zestiger jaren het onderkomen van het alternatieve jongerencentrum Utopia. Na de ontruiming van Utopia werd het in 1972 onderkomen voor de vakcentrales NVV, CNV en NKV. De naam Ons Gebouw werd daarbij gewijzigd in Verenigingsgebouw De Delta. Naast de vakcentrales had het pand veel andere gebruikers, zo als het Gewestelijk Arbeidsbureau, de Stichting Hilversumse Gemeenschap, het Humanistisch Verbond, politieke verenigingen/partijen en de Stichting Buitenlandse Werknemers. 
In 1981 werd het pand aangekocht door de gemeente Hilversum. Vanaf 1983 was het een buurthuis met activiteiten als disco, huiswerkbegeleiding, filmclub, meidengroep, tienerkoken, tiener- en jongereninloop, yoga, knutselclub voor vrouwen, klaverjasclub, Engelse les, jazz-ballet, bloemschikken, trimgym, koken voor mannen, naaicursus, exposities, volksdansen, taallessen voor buitenlanders, meidenclub voor buitenlandse meisjes en een 50+ soos.
In het gebouw zijn in 2007 door Dudok Wonen 18 studio's gemaakt voor bewoners met een beperking.